# 曹穎叔
曹穎叔（？—？），一作潁叔，初名熙，字秀之，一作力之，亳州譙（今安徽省亳州市）人，北宋官员。

## 生平
初名熙，因夢見到官府看見曹穎叔之名，遂改名。後果舉進士，任威胜军判官，累迁提点陕西路刑狱。為韓琦、文彥博所賞識。官至龙图阁直学士。

## 延伸阅读
[在维基数据编辑]
 《宋史/卷304》，出自脱脱《宋史》